# Isolino Leal
Isolino Leal (Três Cerros de Arapey, 6 de dezembro de 1879 — Porto Alegre, 25 de março de 1950) foi um empresário, jornalista, escritor e poeta brasileiro.

## Biografia
Filho de Luís Nazário Leal e Júlia Joaquina da Silva, naturais do Rio Grande do Sul, nasceu no Uruguai mas tinha cidadania brasileira. Fez seus estudos iniciais em Quaraí e depois cursou agronomia em Pelotas, porém não se formou após ter brigado com um professor. Em 1909 estava vivendo em Santana do Livramento, atuando como redator da Gazeta. Em 1911 viajou a Manaus e no Rio de Janeiro fundou uma revista dedicada a promover os interesses econômicos do Rio Grande do Sul.
Depois mudou-se para Porto Alegre, fazendo parte do grupo de intelectuais e escritores conhecido como "Grupo da Praça da Harmonia", que incluía Marcelo Gama, Sousa Lobo, Roque Callage, Alcides Maya, Alceu Wamosy, entre outros. Também frequentou o círculo de intelectuais reunidos em torno da Editora Globo, que incluía Athos Damasceno, Roque Callage, Vargas Neto, Theodomiro Tostes, Carlos Teschauer e outros. Foi redator e secretário do Diário de Notícias, em 1918 estava entre os fundadores da revista Máscara, em 1921 fez parte da comissão organizadora das celebrações para o sexto centenário do nascimento de Dante Alighieri. em 1926 fez parte de um grupo de destacados escritores liderados por Souza Júnior que se reuniu para divulgar a literatura gaúcha em Santa Catarina e Paraná, em 1930 foi um dos signatários do Manifesto dos Intelectuais em apoio à Revolução de 1930, e em 1933 estava na assembleia realizada na Biblioteca Pública do Estado que criou a Fundação Eduardo Guimarães, com o objetivo de cultuar a memória do escritor e fomentar a literatura no Rio Grande do Sul.
Foi ainda comerciante e funcionário público. Foi diretor comercial dos Serviços Industriais do Município em 1928, e diretor do Abastecimento de Água em 1930. No setor privado em torno de 1919 era chefe de escritório da Companhia Força e Luz, em 1921 diretor suplente, e em 1924, quando a empresa foi reorganizada como sociedade anônima, assumiu uma das diretorias. Foi também sócio e secretário da Companhia Predial e Agrícola, chefe de escritório da companhia de seguros Previdência do Sul, conselheiro e presidente da Sociedade Avícola Porto-Alegrense, homenageado com o batismo com seu nome de um dos prêmios da IV Exposição de Avicultura e Indústrias Conexas de 1933, e acionista e conselheiro fiscal da Sociedade Colonizadora Catarinense.
Foi conselheiro e presidente do Tiro de Guerra nº 4 em 1922, 1923, 1928 e 1929, homenageado pela companhia em 1923 e 1928. Ativo no esporte, foi delegado da Liga Santanense de Futebol, conselheiro, vice-presidente e presidente da Federação Rio-Grandense de Desportos, redator da revista Ilustração Esportiva de Porto Alegre, e dava palestras sobre cultura física e medicina social. Em 1921 a Liga Santanense homenageou-o organizando um campeonato batizado com seu nome. Compôs, em 1924, o primeiro hino do Grêmio Foot-Ball Porto Alegrense, exaltando valores como o heroísmo, a raça, honra, virilidade e a força. Analisando a letra, Francisco dos Santos Rodrigues disse que "não se trata apenas de uma referência ao passado e a história do clube. Em primeiro lugar, a torcida manifesta um compromisso com os valores exaltados na letra. [...] Os torcedores atestam para si, ao cantar o primeiro hino do clube, uma legitimidade que a memória os confere, ao mesmo tempo em que a recriam". Era um admirador do escotismo e recebeu homenagem no Festival dos Escoteiros de 1924.
Foi casado com Eulália Pinheiro, tendo com ela o filho Luís César Leal. Faleceu em Porto Alegre em 25 de março de 1950. Escrevendo um obituário no Diário do Nordeste, Olmiro de Azevedo disse:
"Isolino Leal era como um velho charrua. Moreno, temperamento retraído, simples e bom, vivia para a família e os seus amigos mais íntimos. Pouca coisa publicou. Estão, porém, ali páginas que emolduram de graça o nome do poeta. Enamorado da terra e da gente continentina que tanto quis e amou, como o mesmo enternecimento de Callage e Barnasque, foi o rincão nativo que seus olhos viram melhor e para quem ergueu mais alto as estrofes de seu canto".

## Obra
Eduardo Guimarães incentivou seu talento poético e, segundo relato de Mansueto Bernardi, "acolheu com simpatia suas primeiras produções". Cronista e poeta, deixou muitos trabalhos avulsos em diversas revistas e jornais. Publicou os livros Rosas de Arapeí (1915), Momentos (c. 1920), Reondilhas e Pensamentos (1920), Alma Simples (1921), Sementes (1924), Água da Sanga (1929). Foi colaborador da revista Máscara, da Illustração Pelotense e da Revista do Município de Porto Alegre. 
Assuero Garritano e Marcelo Tupinambá colocaram em música, respectivamente, seus poemas Minha Terra e Mudança, apresentados na década de 1920 em vários recitais, em Porto Alegre no Theatro São Pedro e no Clube do Comércio, e no Rio no Teatro Municipal e no Instituto Nacional de Música.

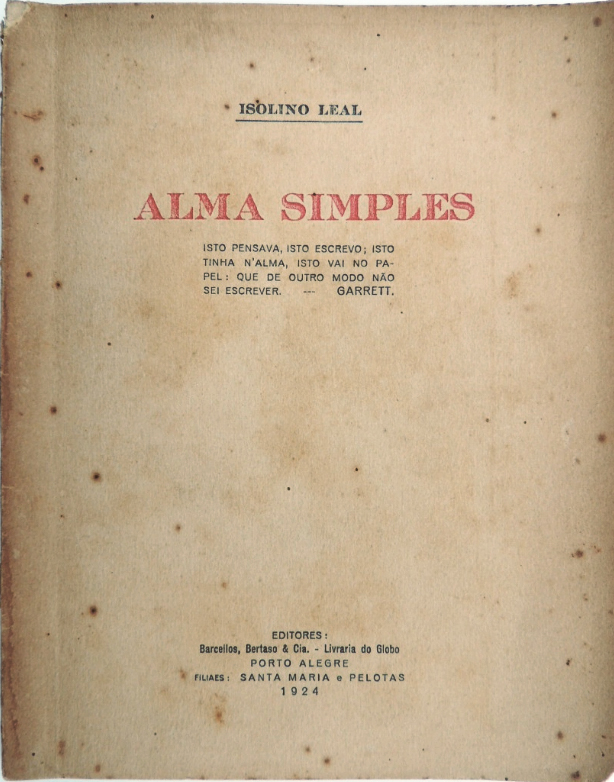
Capa da segunda edição de Alma Simples

Sua obra mais conhecida é a coletânea de crônicas Alma Simples, publicada em 1921, que devido à boa receptividade teve uma segunda edição, aumentada, em 1924, publicada pela Editora Globo, quando o jornal A Federação a qualificou de "livro suavíssimo", de "alto valor literário", "fadado ao mesmo sucesso que coroou a edição inicial". A obra recebeu várias outras críticas positivas. Zeferino Brasil, sob o pseudônimo de "Phoebus de Montalvão", disse que o autor era "poeta harmonioso que eu já conhecia de há muito e prosador sutilíssimo que vim conhecer melhormente agora. Alma Simples é um livro leve no feitio e na essência, todo ele tecido numa prosa artística, mas sem artifícios, singela e clara como um raio de sol, onde sempre se encontra uma ideia. É certo que Alma Simples não é de agora; apareceu em primeira edição uns anos atrás e recebeu desta vez a consagração da crítica". E depois de tecer muitos louvores, concluiu dizendo: "Alma Simples é um livro admirável e adorável, que todos devem ler, e Isolino Leal, um poeta e prosador que honra e realça a nossa prosa e a poesia, onde a perfeição e o ritmo se acasalam numa harmonia suavíssima, que faz bem, deliciosamente bem, aos corações que amam e os espíritos contemplativos". César de Castro elogiou o livro dizendo que ele trazia "recursos magníficos à orientação em torno do epítome da existência do homem venturoso. [...] Isolino Leal escreve, não direi apenas com muito talento, mas sobretudo com muito coração". João Pinto da Silva disse que era "o jornal do seu espírito", e embora seu conjunto fosse fragmentário, isso se devia à multiplicidade de aspectos da emoção e da sensibilidade que o autor trabalhava, e a simplicidade alegada no título era apenas aparente, sendo no fundo "um escritor de complexa e rica psicologia, dotado de capacidade para agudas introversões, e a cujo estilo a discreta influência dos clássicos lusitanos empresta, por vezes, inesperadas sutilezas, em linhas e tons de austera sobriedade". "O maior interesse, o prestígio do volume aliás, reside justamente nessa ausência de uma simplicidade que seria, ali talvez, sinônimo de monotonia. Nada menos difícil que demonstrar que é aguda e requintada a sensibilidade deste escritor".
Sementes (1924) também foi bem recebido, sendo elogiado na coluna "Livros" de A Federação em seu lançamento pela "atmosfera pura, clara e translúcida", "um formoso breviário sentimental", sendo o autor tomado "pela paixão pela natureza da terra natal e por todas as humildes coisas que o cercam", dotado "da acentuada inclinação de um místico ao modo de São Francisco de Assis", qualidades que garantiam para ele um "lugar nitidamente marcado na moderna literatura rio-grandense". Lindolfo Collor disse que Alcides Maya era um grande apreciador do trabalho, e escrevendo para O País do Rio de Janeiro, Collor afirmou que era "um livro delicioso de frescura de imagens e de modéstia de expressão, e das suas rimas se evola um suave perfume de misticismo cristão e de paganismo sem pecados. [...] Isolino Leal é, no Rio Grande e no Brasil, um poeta à parte. Talvez não seja heresia dizer que ele é no meio gaúcho o que Correia de Oliveira é em Portugal: um cantor emotivo de elocução acentuadamente pessoal, sempre enamorado de sua terra e da sua gente. [...] Sem artifícios e sem rebuscamentos, Sementes é um livro de poeta. Vibra dentro dele uma psicologia, há alguém dentro do livro. Que mais será preciso para compreender que estamos, realmente, em presença de um poeta?"
Em 1920 Pinto da Silva o colocou entre os destaques da nova geração de escritores em seu livro Fisionomia de Novos, assim como fez Roque Callage em artigo publicado no mesmo ano. Sua produção também foi notada no Rio de Janeiro. Em 1926 o crítico Pedro Vergara, escrevendo na Gazeta de Noticias, disse que "esse homem é comparável ao chimarrão: começa amargando, mas acaba agradando, de modo a não se poder passar sem ele". Falando sobre Sementes, disse que seus versos "são fluidos, límpidos, aéreos, parecendo fugir-nos dentre os dedos como um pólen esvoaçante ou como as penas de um pássaro que quiséssemos agarrar no voo. Muito da nostalgia e da melancolia gaúchas e um pouco de Correia de Oliveira. Uma ponta de misticismo e uma ponta de sensualismo". Sobre a prosa de Alma Simples, disse que "Isolino faz o registro de suas emoções, o jornal íntimo da sua sensibilidade. [...] Fundem-se humildade e altivez nas suas reflexões sobre homens e livros, cantigas e fábulas, pássaros e crianças". Em 1927 o Jornal do Brasil o apresentou como um dos nomes mais ilustres das letras rio-grandenses. O escritor cearense Jáder de Carvalho dedicou-lhe o conto "Um supersticioso".
Recentemente a historiadora gaúcha Marisângela Martins disse que em sua época foi considerado um dos ícones literários da capital. Seu nome batiza uma rua em Porto Alegre.